# Saint-Broladre
Saint-Broladre település Franciaországban, Ille-et-Vilaine megyében. Lakosainak száma 1166 fő (2022. január 1.). Saint-Broladre Cherrueix, Baguer-Pican, La Boussac, Sains, Saint-Marcan és Roz-sur-Couesnon községekkel határos.

## Népesség
A település népessége az elmúlt években az alábbi módon változott:
| Lakosok száma | 946  | 865  | 992  | 1016 | 1132 | 1123 | 1132 | 1140 | 1143 | 1166 |
|               | 1968 | 1982 | 1990 | 2006 | 2013 | 2015 | 2017 | 2019 | 2020 | 2022 |